# Xgħajra Tornadoes Football Club
Lo Xgħajra Tornadoes Football Club è una società calcistica maltese con sede nella cittadina di Xgħajra.
Milita dalla stagione 2019-20 nella Second Division (Malta), la terza serie del campionato nazionale.

## Storia
Il club, fondato nel 1985, è entrato a far parte della Federazione calcistica di Malta nel 1994.
Pur avendo una storia relativamente breve a causa della sua fondazione piuttosto recente, la squadra ha partecipato per due volte alla Premier League, la massima divisione nazionale, nel 1997-98 e nel 2000-01, non riuscendo in entrambi i casi ad evitare l'immediata retrocessione.
La rivalità più accesa è quelli nei confronti dei vicini dello Żabbar St. Patrick; gli scontri con quest'ultima compagine vengono considerati dei veri e propri derby.

## Palmarès

### Competizioni nazionali
- First Division (Malta): 1

1996-97

### Altri piazzamenti
- First Division (Malta):

Secondo posto: 1999-2000
- Third Division (Malta):

Secondo posto: 2018-19